# Luis de Sousa
Luis de Sousa (* um 1555 in Santarem; † 5. Mai 1632 in Benfica, Lissabon; eigentlich Manoel de Sousa Coutinho) war ein bedeutender portugiesischer Historiker und Schriftsteller. In Portugal wird er meist Frei Luís de Sousa genannt (Frei ist der portugiesische Titel für Ordensbrüder).

## Leben
Luis de Sousa wurde als Manoel de Sousa Coutinho geboren. Sein Vater war Lopo de Sousa Coutinho, seine Mutter Dona Maria de Noronha. Er studierte Rechtswissenschaften in Coimbra. Als junger Mann bereiste er Asien und war für kurze Zeit Novize des Malteserordens (1576). Außerdem war er in Nordafrika in Kriegsgefangenschaft.
1583 heiratete er Dona Madalena de Vilhena, die Witwe eines bedeutenden Helden der Schlacht von Alcácer-Quibir.
Seit 1590 lebte die Familie in Almada, wo er seit 1599 diverse Staatsämter ausübte.
Als die einzige Tochter starb, trat das Ehepaar in das Kloster Sao Domingos de Benfica, ein Dominikaner-Kloster, ein. Dort erhielt er den Namen Luis de Sousa.
De Sousa starb 1632 in Lissabon.
Der Dramatiker Almeida Garrett schrieb 1843 ein Theaterstück über Luis de Sousa, das allgemein als eines der bedeutendsten Theaterstücke in der Geschichte Portugals gilt und daneben als eines der bedeutendsten der Europäischen Romantik. 1950 wurde es als Frei Luís de Sousa verfilmt.

## Werke (Auswahl)
- Vida de Dom Frei Bartolomeu dos Martires, (1619), Historiographie.
- Cronica de Sao Domingos ( 3 Teile, zwischen 1623 und 1678, teilw. posthum), Chronik.
- Anais de El-Rei D. Joao III (1844 posthum), Historiographie.